# Lužickosrbská vlajka

Lužickosrbská vlajka
Poměr stran: 3:5

Lužickosrbská vlajka vznikla v době národního obrození Lužických Srbů. Tvoří ji tři stejně široké barevné pruhy modré, červené a bílé barvy (pořadí shora dolů). V oblasti Lužice může být tato vlajka vedle německé vlajky oficiálně používána.